# 724. lovski polk (Wehrmacht)
Za druge 724. polke glej 724. polk.
724. lovski polk (izvirno nemško Jäger-Regiment 724) je bil lovski polk v sestavi redne nemške kopenske vojske med drugo svetovno vojno.

## Zgodovina
Polk je bil ustanovljen v Grčiji 29. marca 1943 z reorganizacijo 724. grenadirskega polka in dodeljen 104. lovski diviziji.